# Дементьев, Валерий Иванович
Валерий Иванович Дементьев — советский журналист, военный корреспондент, главный редактор пермской газеты «Молодая гвардия». Погиб при исполнении служебных обязанностей во время войны в Нагорном Карабахе. Кавалер ордена «За личное мужество» (посмертно).

## Биография
Валерий Иванович Дементьев родился 12 декабря 1967 года в городе Перми в семье военнослужащего. Ещё учась в Пермской средней школе № 6, начал сотрудничать с печатными изданиями родного города, в том числе с газетой «Молодая гвардия». С отличием окончил исторический факультет Пермского государственного университета имени А. М. Горького, после чего трудился в средствах массовой информации. Публиковался в том числе в «Комсомольской правде», «Звезде» и многих других крупных печатных изданиях.
В 1990 году Дементьев стал ответственным секретарём газеты «Молодая гвардия», а через некоторое время решением редакционного коллектива был избран её главным редактором. В том же году он был принят в члены Союза журналистов СССР. Специализировался в том числе на военных репортажах, неоднократно выезжая в горячие точки СССР. В мае 1989 года ездил в Армянскую ССР, в феврале 1990 года — в Азербайджанскую ССР. Его поездки были связаны с начавшимся между этими республиками межнациональным конфликтом в Нагорном Карабахе. Незадолго до гибели принял активное участие в создании газеты «Милостивые государи».
В июле 1991 года Дементьев в третий раз поехал в Закавказье, в место дислокации Пермского батальона милиции. 31 июля 1991 года при переходе между населённым пунктами Тедтер и Имареб-Тарве данное подразделение приняло бой против незаконных вооружённых формирований. В том бою Дементьев получил тяжёлое ранение и был отправлен на лечение. Умер от ран 13 августа 1991 года в госпитале города Баку. Похоронен на Южном кладбище города Перми. Посмертно Валерий Иванович Дементьев Указом Президента Российской Федерации был удостоен ордена «За личное мужество».

## Память
- В честь Дементьева названа улица в его родном городе Перми.
- На здании средней школы № 6 города Перми, где учился Дементьев, установлена мемориальная доска.
- На доме, где жил Дементьев, также установлена мемориальная доска.
- Имя Дементьева носят проводящиеся в Перми журналистские конкурсы — для начинающих авторов и для журналистов, «деятельность которых требует проявления профессионального мужества и твёрдой гражданской позиции»[3].
- В 2017 году Пермская краевая организация Союза журналистов России обратилась в органы власти с просьбой посмертно присвоить Дементьеву звание Почётного гражданина Пермского края, однако реализовано это не было[4].